# Tôn giáo tại Pakistan
Tôn giáo Pakistan
Quốc giáo ở Pakistan là Hồi giáo, chiếm khoảng 95-98% trong tổng số dân là 187.343.000., còn lại 2-5% dân số theo Kitô giáo, Ấn Độ giáo và các tôn giáo khác. Hồi giáo ở Pakistan được chia thành hai dòng chính: phần lớn thuộc Hồi giáo Sunni, trong khi Hồi giáo Shia là một thiểu số chiếm khoảng 5-20%, tùy thuộc vào các nguồn thống kê. Gần như Tất cả người Hồi giáo Sunni thuộc trường phái Hanafi một phái rất tôn trọng các luật lệ Hồi giáo. Phần lớn người Hồi giáo Shia Pakistan thuộc trường phái pháp luật Ithnā'Ashariyyah.

## Quy định bởi Hiến pháp
Hiến pháp của Pakistan quy định Hồi giáo là quốc giáo, và tất cả các công dân của mình có quyền tuyên xưng, thực hành và truyền bá chủ đề tôn giáo của họ theo pháp luật, trật tự công cộng và đạo đức. Hiến pháp giới hạn các quyền chính trị của những công dân Pakistan nào không theo Hồi giáo, và chỉ có người Hồi giáo mới được phép trở thành Tổng thống và Thủ tướng Chính phủ. Hơn nữa, chỉ có người Hồi giáo mới được phép làm việc trong các Tòa án Liên bang, trong đó có các quyền hạn bác bỏ luật pháp được coi là không phải Hồi giáo.

## Thống kê
Dựa trên thông tin thu thập từ Thư viện Quốc gia Pakistan, Trung tâm nghiên cứu Pew, The World Factbook, Đại học Oxford, Đại học Pennsylvania, Bộ Ngoại giao Mỹ và những nguồn khác, sau đây là một danh sách các ước tính về tỷ lệ phần trăm của những người tuyên xưng tôn giáo khác nhau trong cả nước. Những ước tính khác nhau đáng kể về nguồn cung, tùy thuộc vào phương pháp nghiên cứu và cơ sở dữ liệu đã được sử dụng.
- Hồi giáo
  - Hồi giáo Suni: 80-95%[11]
  - Hồi giáo Shia: 5-20%[11]
- Các tôn giáo khác 
  - Kitô giáo: xấp xỉ 1.6% (2.800.000 [12]
  - Ấn giáo: xấp xỉ 1.6% (2.800.000 [12]
  - Bahá'í: 40,000 đến 79,000[13]
  - Sikhs: 20,000[11]
  - Hỏa giáo: 1,600[14] đến 20,000
  - Kalash: 3,000
  - Giáo phái Ahmadi: xấp xỉ 1.42% (2,000,000) đến 2.3% (4 triệu)